# Banana Yoshimoto
Banana Yoshimoto (よしもと ばなな, Yoshimoto Banana) (n. 吉本 真秀子 Yoshimoto Mahoko, 24 iulie 1964 în Tokio) este o scriitoare japoneză. Își scrie prenumele în hiragana.
Este fiica scriitorului Takaaki Yoshimoto și sora Harunei Yoiko, o caricaturistă. Crescută într-o familie liberală, a învățat să aprecieze valoarea libertății individuale.
Yoshimoto a început să scrie cînd lucra ca chelneriță la restaurantul unui club de golf în 1987. Printre autori care au influențat-o a numit pe Stephen King, Truman Capote și Isaac Bashevis Singer.
Romanul ei de debut, „Kitchen”, a fost publicat în peste saptezeci de ediții. Romanul a fost ecranizat de televiziunea japoneză și de cea din Hong Kong în 1997.

## Opere
- 1986 Umbra lunii (ムーンライト・シャドウ, Mōnraito shadou)
- 1988 Kitchen (キッチン)
- 1988 Utakata/ Sanctuary (うたかた／サンクチュアリ, ~ sankuchuari)
- 1988 Kanashii yokan (哀しい予感)
- 1989 Tsugumi (つぐみ)
- 1989 Shirakawa Yofune (白河夜船)
- 1990 N.P.
- 1993 Tokage (とかげ)
- 1994 Amurita (アムリタ)
- 1994 Marika no nagai yoru/ Bari yume nikki (マリカの永い夜／バリ夢日記)
- 1996 SLY sekai no tabi 2 (SLY 世界の旅2)
- 1996 Hachikō no saigō no koibito (ハチ公の最後の恋人)
- 1999 Honeymoon (ハネムーン, hanemūn)
- 1999 Hardboiled/ Hardluck (ハードボイルド／ハードラック, Hādoboirudo hādorakku)
- 2000 Furin no nambei (不倫と南米)
- 2000 Karada wa zenbu shitte iru (体は全部知っている)
- 2000 Hinagiku no jinsei (ひな菊の人生)
- 2002 Niji (虹)
- 2002 Ōkoku sono 1: Andromeda Hights (王国　その１　アンドロメダ・ハイツ, Andoromeda haitsu)
- 2002 Aruzenchin Babaa (アルゼンチンババア)
- 2003 Hagoromo (ハゴロモ)
- 2003 Dead end no omoide (デッドエンドの思い出, deddo endo ~)
- 2004 Ōkoku sono 2: itami, ushinawareta mono no kage, soshite mahō (王国　その2　痛み、失われたものの影、そして魔法)
- 2004 Umi no futa (海のふた)
- 2004 Hatsukoi (はつ恋))
- 2004 Nankuru nai (キッチンなんくるない), 2004
- 2005 Ōkoku sono 3: himitsu no hanazono (王国その３　ひみつの花園)
- 2005 Mizuumi (みずうみ)
- 2006 Iruka (イルカ)

## Premii și distincții
- Premiul „Kaienshinjinbungaku”, 1987
- Premiul „Izumi Kyoka”, 1988
- Premiul pentru cel mai bun om de artă novice recomandat de către Ministrul Educației, 1989
- Premiul literar „Yamamoto Shūgorō”, 1989
- Premiul „Murasaki Shikibu”, 1994[4]
- Premiul literar „Scanno”, Italia, 1993[5]
- Premiul literar „Fendissime”, Italia, 1996[6]
- Premiul literar „Maschera d'argento”, Italia, 1999[7]
- Premiul Bunkamura Deux Magots, 2000
- Premiul „Capri”, Italia, 2011[8]